# Personal de contacto
Personal de contacto (P.E.C), En toda empresa u organización; son aquellas personas en contacto directo con el público. Se consideran una de las variables más importantes, porque con sus acciones influyen en gran medida en la percepción del cliente acerca de la calidad del servicio prestado, debido a que el personal de contacto es la primera cara visible de la empresa es importante que el personal de contacto sea cordial y amable, tenga conocimientos del producto propio y los de la competencia, ya que si el vendedor no le genera confianza al cliente en su primera visita, el cliente va a tener una mala impresión de la empresa; muchas veces se ha dicho que el Personal de Contacto es el recurso más importante que una empresa puede tener 
- Datos: Q6072996